# Distretto di Acireale
Il distretto di Acireale fu una delle suddivisioni amministrative del Regno delle Due Sicilie, subordinate alla provincia di Catania, soppressa nel 1860.

## Istituzione e soppressione
Fu istituito nel gennaio del 1838 da Ferdinando II delle Due Sicilie, con alcuni comuni appartenenti al distretto di Catania.
Con l'occupazione garibaldina e annessione al Regno di Sardegna del 1860 l'ente fu soppresso.